# حلقه ماکیان

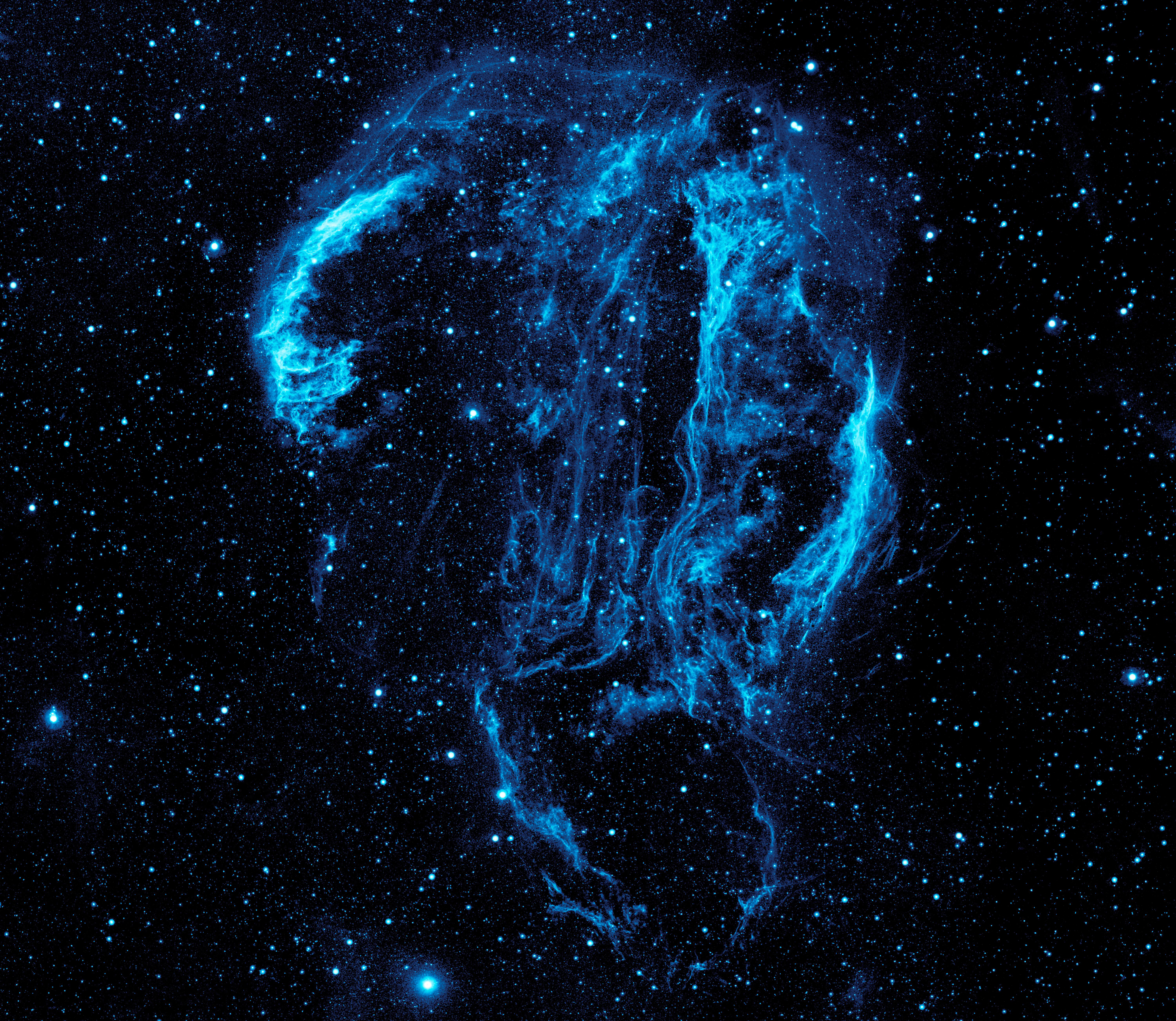
نمایی فرابنفش از حلقه ماکیان.

حلقه ماکیان (انگلیسی: Cygnus Loop) (منبع رادیویی دبلیو۷۸ یا شارپلس ۱۰۳) یک بازمانده ابرنواختر بزرگ (اس‌ان‌آر) در صورت فلکی ماکیان است. برخی از قوس‌های این حلقه با نام سحابی پرده شناخته می‌شوند که در طیف الکترومغناطیسی مرئی تابش دارد. تصاویر رادیویی، فروسرخ و با استفاده از پرتو ایکس، تمام این حلقه را آشکار کرده‌اند.